# Kecsethy Márton
Kecsethy Márton vagy Kecseti, Kechety (megh. Pozsony? 1551. január 13.) magyar katolikus pap, Veszprém püspöke, Szalaházy Tamás unokaöccse.
Családja nevét ősi birtokukról, Kecsedről kapta (Doboka vm.). 1528. január 1-jén nevezték ki veszprémi püspökké. Diplomáciai feladatokat is ellátott, többször volt követ Erdélyben, Csehországban és Stájerországban.

Még pápát, III. Pált is megbotránkoztatta, ezért az egyházfő felszólította, hogy a katolikus papi elvek szerint éljen.
A magyar belháború alatt I. Ferdinánd mellé állt, s a Veszprém környéki területeket felkészítette a török támadások ellen, többek között Tihanyt és Sümeget is megerősítette. Harcolt a Szapolyai-pártiak, így Török Bálint ellen, de a harcból igyekezett magának hasznot húzni. 1538. január 21-én elfoglalta Tátika várát, Segesdet és Örményest, melyek a gersei Pethő család birtokai voltak és közel százezer forint értékű kincset kaparintott meg, amelyeket pálos kolostorokból és nemesi családoktól menekítettek ide a török veszély miatt. Csalás és erőszak útján ellopta a veszprémi káptalan kincseit is amelyeket 1548-ban magával vitt Pozsonyba. Visszaélései és gazságai miatt panaszok egész sorát emelték fel ellene mindkét királynál. A veszprém vármegyei vezetőségbe ő segítette bele Devecseri Chorón Andrást, akinek később vagyona egyrészét elzálogosította, mert tékozlásai miatt állandó anyagi nehézségekkel küszködött. Székesfehérvár elfoglalása után a veszprémi püspökség értékeit a biztonságosabb Sümegre menekítette.
Feltételezik, hogy áttért a református hitre, mivel Kecseden az ottani jobbágyok szintén ezt az új vallást vették fel a cuius regio, eius religio alapján, s 1549-ben házasságot kötött Drugeth Annával (a Drugethek családfája szerint nem Annával, hanem annak unokatestvérével, Borával). Ez azonban még nem lehet elég bizonyíték, mert Ferdinánd király szolgálatában udvarmester volt és a főherceg nem nevezett ki protestánsokat erre a szolgálatra. Valószínűbb, hogy elhagyta a papi hivatást, s 1549. március 6-án el is vették tőle a püspökséget.
Pozsonyban letelepedett, ahol valószínűleg eltékozolta vagyonát és szegényen halt meg.